# Dolichomitus buccatus
Dolichomitus buccatus là một loài tò vò trong họ Ichneumonidae.